# Hallerbos

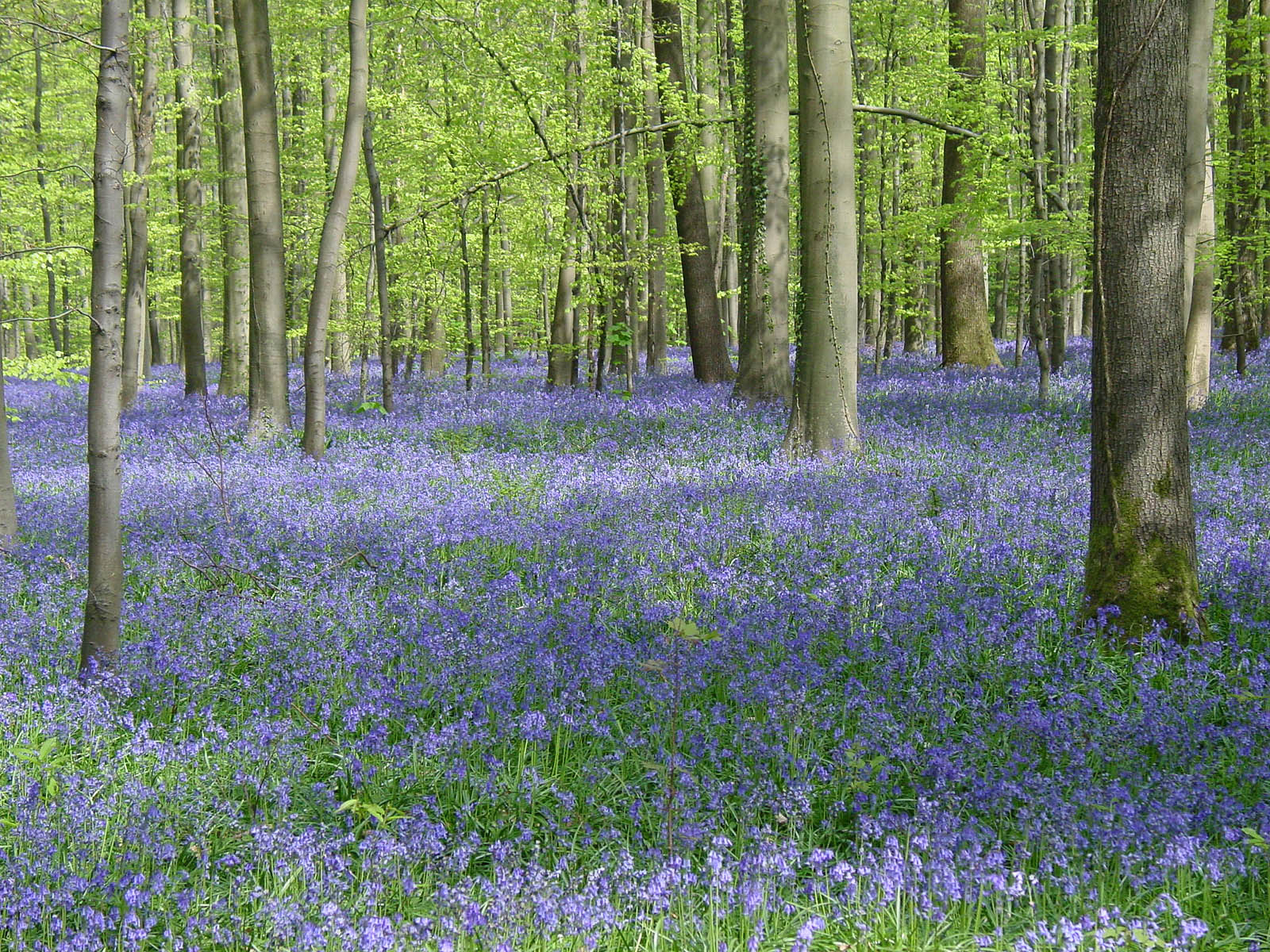
Campanule nella foresta di Halle

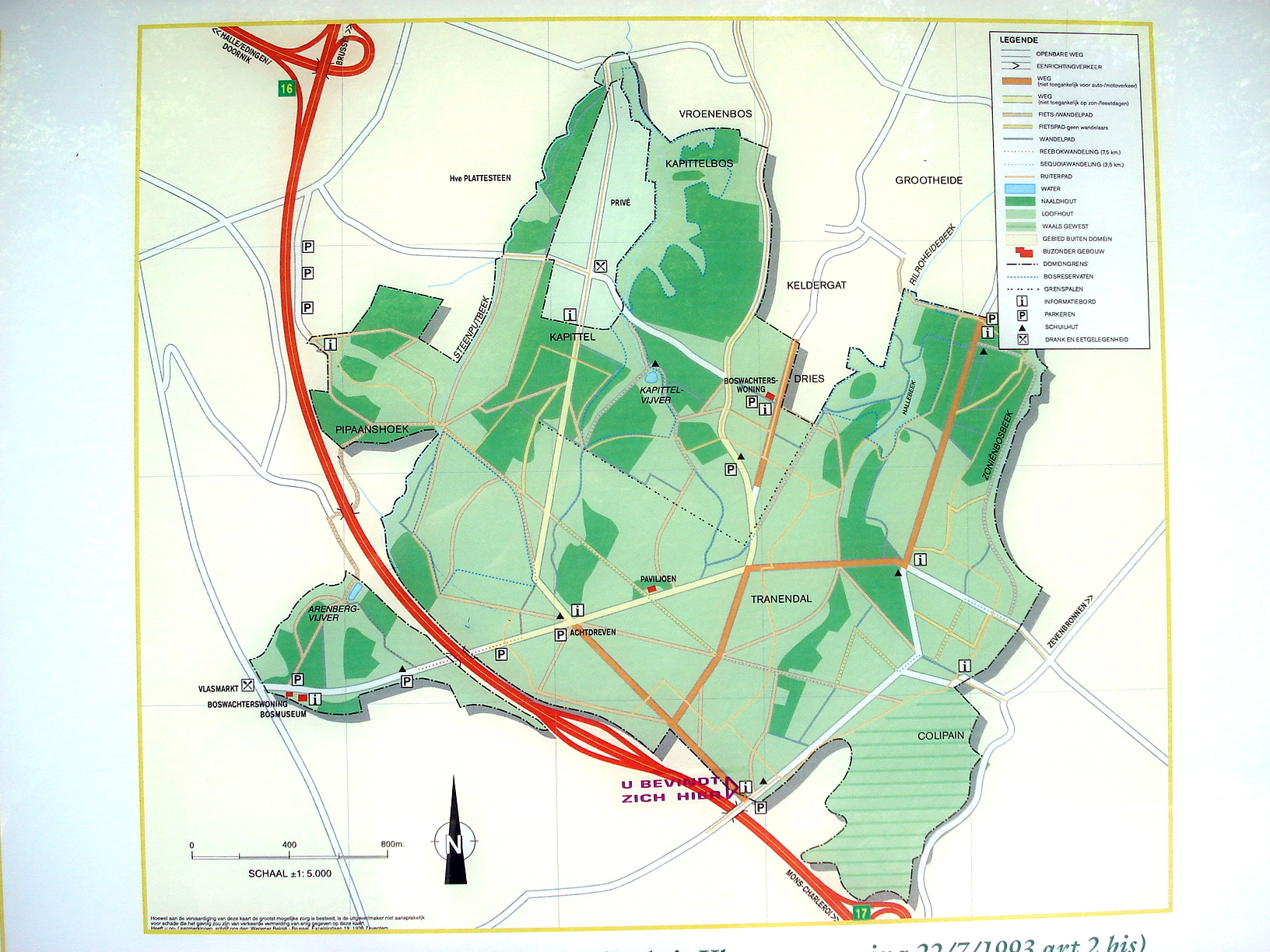
Mappa della foresta

Hallerbos (espressione in lingua olandese che sta per foresta di Halle) è una foresta situata in Belgio la quale si estende per 552 ettari. Principalmente localizzata nel comune di Halle, si sviluppa anche parzialmente nella Provincia del Brabante Fiammingo e, in una parte minore, nel Brabante Vallone.
La foresta è conosciuta nella regione per le distese di campanule che coprono il suolo della foresta per alcune settimane ogni primavera, attirando molti visitatori. Nella zona, i mammiferi più comuni risultano i cervi nobili (Cervus elaphus), lepri comuni (Lepus europaeus), volpi rosse (Vulpes vulpes), scoiattoli rossi (Sciurus vulgaris) e oltre 105 specie di uccelli.
I visitatori possono raggiungerla tramite un proprio veicolo o con i mezzi pubblici. Tra questi ultimi, rientra la possibilità di raggiungere la stazione ferroviaria di Halle e prendere un autobus fino all'ingresso della foresta.

## Storia
Storicamente, Hallerbos faceva parte della Silva Carbonaria, allo stesso modo di altre foreste nelle vicinanze, tra cui quella di Soignes e di Meerdaal. Nel 1777 risultava ancora collegata da una sottile striscia di verde alla foresta di Soignes. Durante la prima guerra mondiale, la maggior parte dei vecchi alberi fu abbattuta dall'esercito imperiale tedesco, impegnato nei combattimenti in questa area geografica. Il rimboschimento ebbe luogo tra il 1930 e il 1950.

## Galleria d'immagini

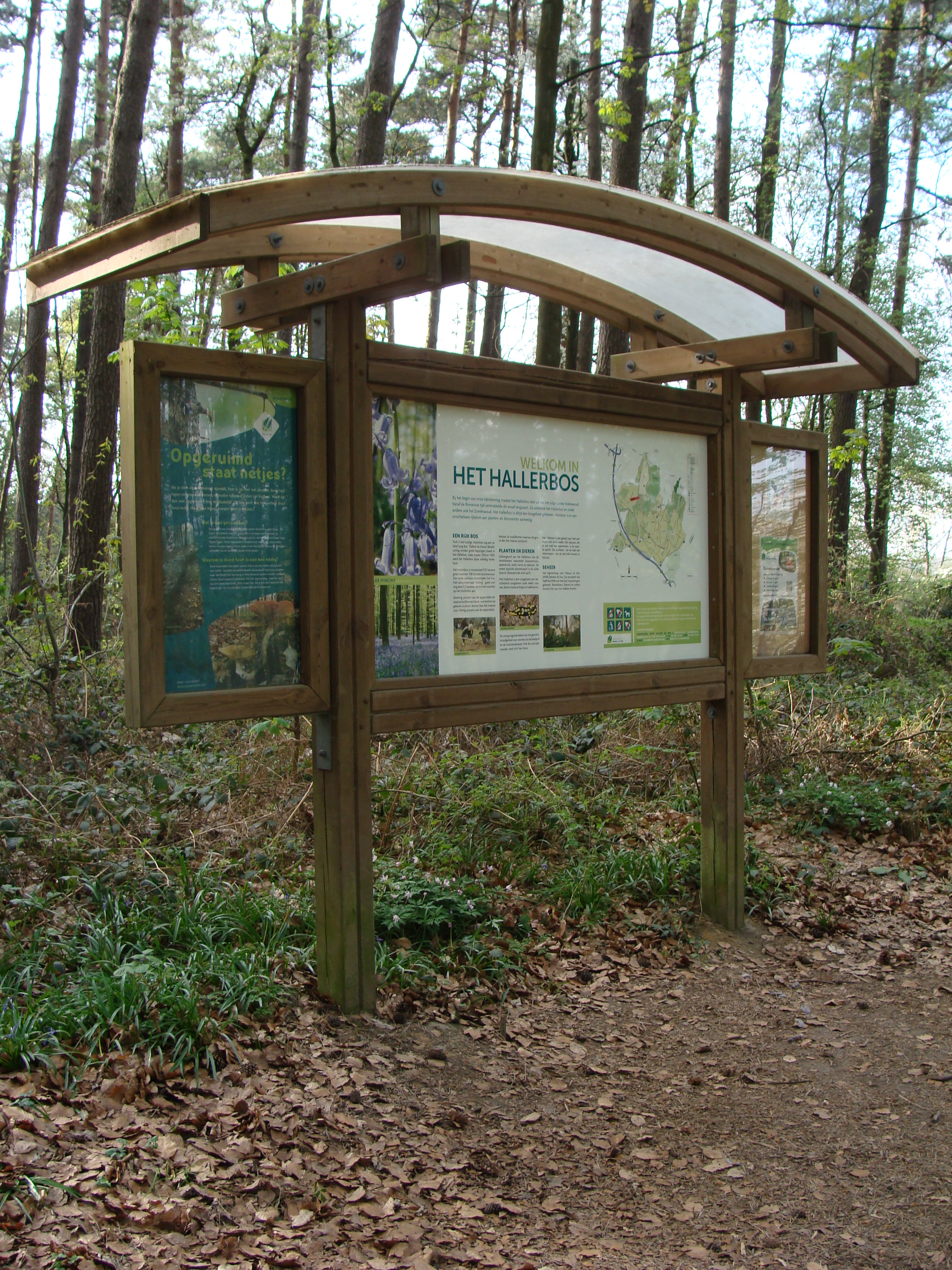
Cartello all'ingresso
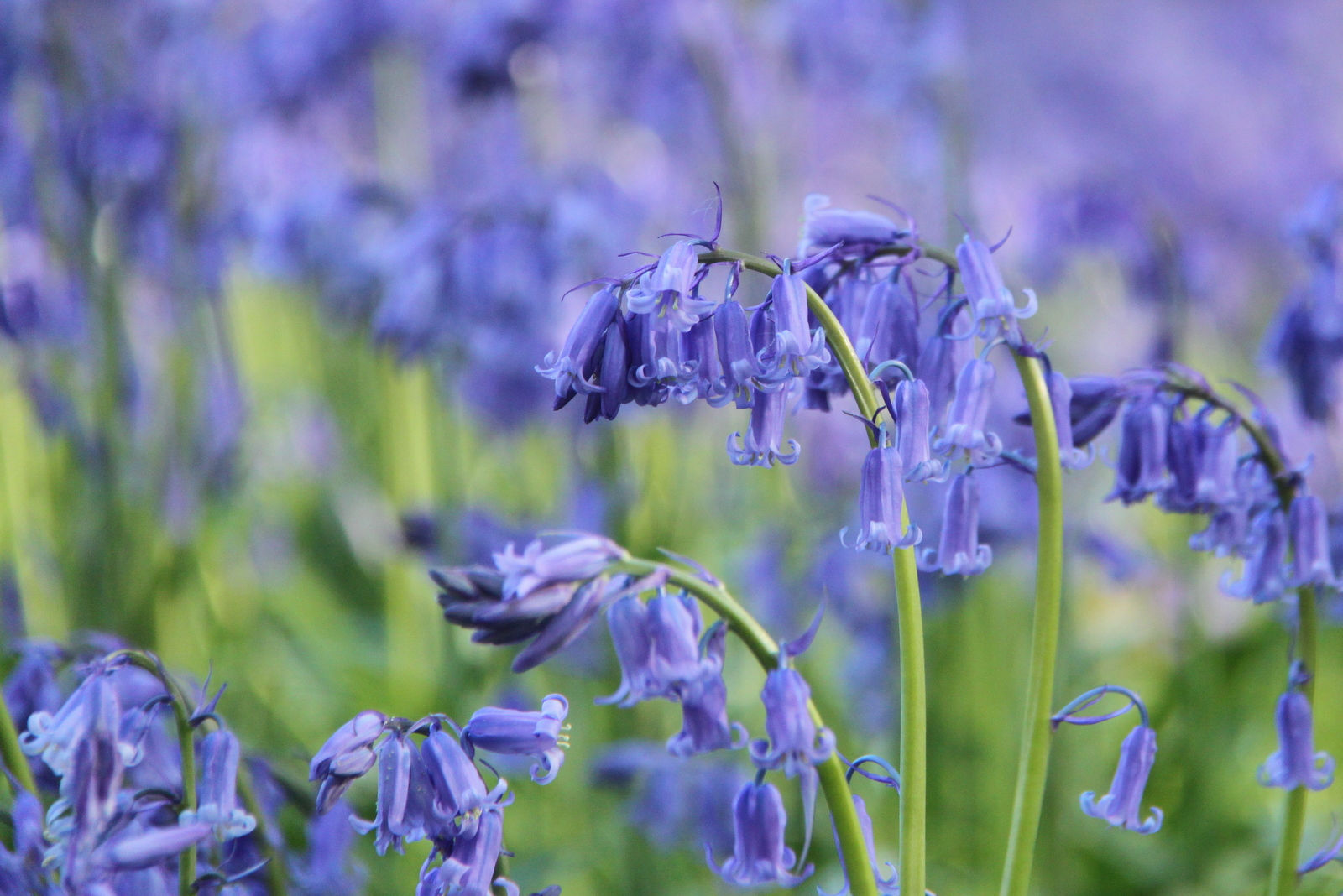
Wilde hyacinten
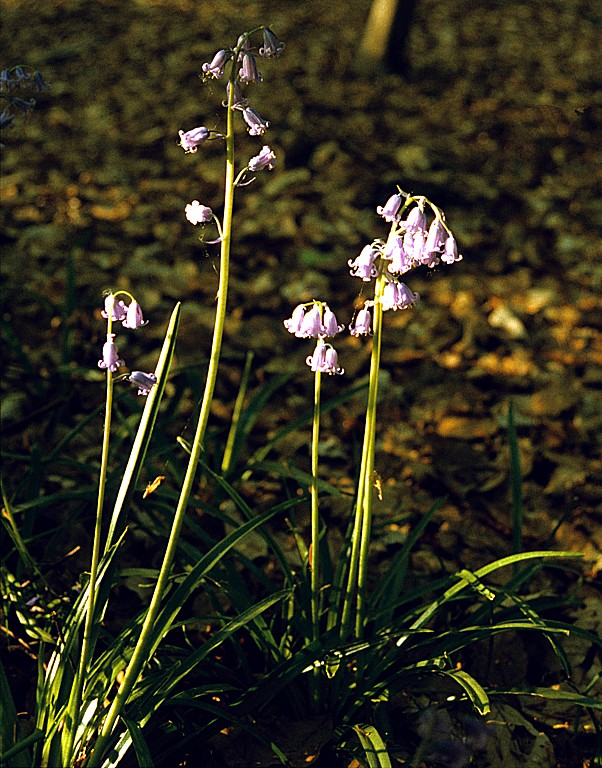
Giacinto nati spontaneamente
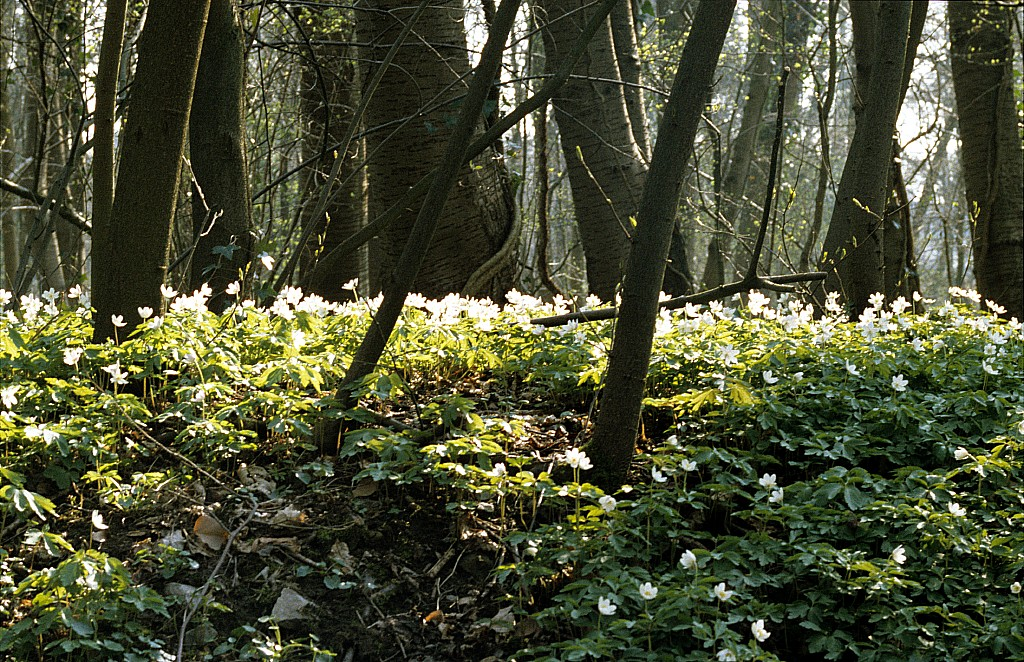
Sottobosco
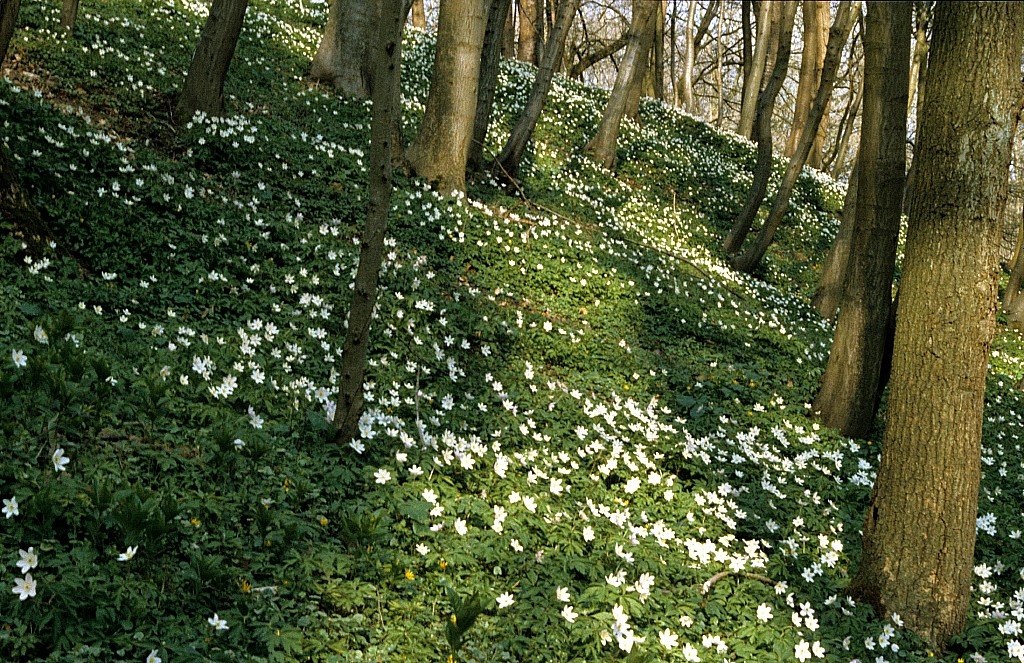
Flora locale
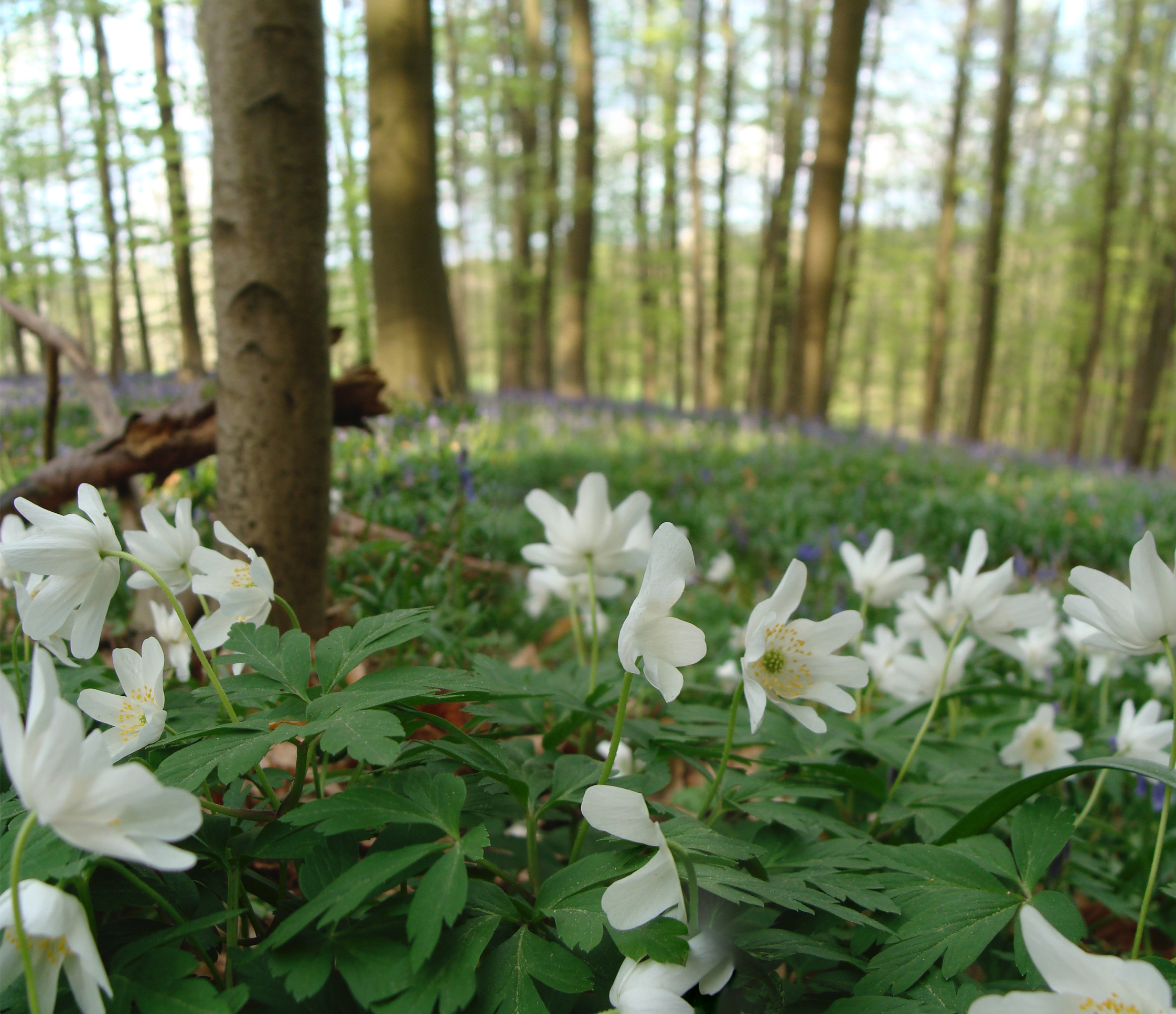
Flora locale